# Francesc Joncar i Querol
Francesc Joncar i Querol (Sabadell, 28 de novembre de 1742 - Girona, 19 de juny de 1833) va ser un eclesiàstic, músic i compositor català.
Format musicalment a l'Escolania de Montserrat i des de molt jove va ser segon mestre de capella a la basílica de Santa Maria del Mar de Barcelona. El 1769 oposita sense èxit per a la plaça de mestre de capella de les Descalzas Reales de Madrid. També va intentar obtenir plaça a la seu de Màlaga, però és el 1774 on guanya les oposicions com a successor d'Emmanuel Gònima a la catedral de Girona. Més tard, el 1780 va ser nomenat Mestre de Capella de la catedral de Toledo, on va romandre durant dotze anys, però el 1792 torna a la seu de Girona per disposició reial amb càrrec capitular. Sent ja canonge i comissari de música, abandona la composició i emprèn la tasca, entre d'altres, d'ordenar i restaurar els llibres de cant coral. Va gaudir d'un notable prestigi tant a la seva època com en èpoques posteriors.
Amb la venda dels seus béns, deixats en herència a l'Hospital i Casa de Beneficència de Sabadell, es van finançar part de les obres de construcció de l'Hospital del Taulí.
El 1924, l'Ajuntament de Sabadell, a proposta de Joan Montllor i Pujal, va acordar donar el nom del canonge Joncar a un carrer de la ciutat, concretament al barri de la Creu Alta.

## Obra
La seva obra es conserva repartida pels arxius de les catedrals de Girona i Toledo, a l'Escorial, a Guadalupe, a la Biblioteca del Palacio Real i a la Biblioteca de Catalunya.
Entre les seves obres es troben motets, salves, oratoris, un Rèquiem per a 8 veus i orgue, un Te Deum i altres més. A la Biblioteca de Catalunya es conserva també el seu “Ejercicio Primero en la oposición al real magisterio de las Señoras Descalzas de Madrid: himno a 4 y 8 voces, Somni refectis artubus, Año 1769”.